# Saint-Géraud
Saint-Géraud é uma comuna francesa na região administrativa da Nova Aquitânia, no departamento Lot-et-Garonne. Estende-se por uma área de 5,73 km². Em 2010 a comuna tinha 96 habitantes (densidade: 16,8 hab./km²).